# Josep Caixés Gilabert
Josep Caixés Gilabert (Reus, 1 d'agost de 1886 - 23 de setembre de 1954) va ser un polític reusenc, i un físic i químic.

## Biografia
Els primers estudis els feu a Reus. Va estudiar química i després ciències físiques a Barcelona, i va obtenir el títol de catedràtic d'Institut, exercint per primer cop a l'escola superior d'Indústries de Vilanova i la Geltrú, i més tard a Madrid i a Mallorca. El 1914 va obtenir la càtedra d'agricultura a Reus on va restar fins a la mort excepte durant la guerra. El 1922 fou regidor fins al 1930. El 1925 fou director de l'Institut que abans era el convent de Sant Francesc on va fer millores a l'edifici i un jardí botànic. El novembre de 1930 va ser designat alcalde de Reus, després d'un període confús, quan l'alcalde Tomàs Piñol va ser destituït pel maig d'aquell any i nomenat en el seu lloc Ramon Salvat Siré, que, juntament amb Josep Simó i Bofarull, nomenat primer tinent d'alcalde, va dimitir immediatament després de prendre possessió. Per l'alcaldia va ser nomenat Pau Aymat, el qual es va desentendre del govern de la ciutat. Finalment Caixés va prendre possessió de l'alcaldia abans d'acabar l'any. Va governar en minoria i destituït a l'adveniment de la República, però hi continuà com a regidor de la Lliga fins al 1934. El 1930 fou nomenat també director de l'Escola del Treball, que havia impulsat junt amb altres. Home de dretes, dona suport als feixistes en 1936 i es desplaçà a la zona franquista, on va ser nomenat director de l'institut de Burgos. En acabar la guerra va ser membre de la comissió gestora de l'ajuntament del nou règim, amb l'alcalde José M. Fernández de Velasco, fins a 1940, quan recuperà el seu càrrec de director de l'Institut, i on dirigia la revista estudiantil Ecos, de contingut ultra catòlic i culturalment espanyola. També va ser president del Centre de Lectura el 1922-1923. Va impulsar la construcció d'un col·legi residència al costat de l'ermita del Roser el 1933, però va morir el dia abans de la posada de la primera pedra el 1954. Col·laborà a publicacions locals, com ara Diari de Reus, Batxiller, Aules i Revista del Centre de Lectura i va ser president de l'Associació de la Premsa. Tenia la Creu de l'Orde Civil d'Alfons X el Savi.
La ciutat de Reus li ha dedicat un carrer al costat de l'antiga ermita del Roser, als actuals Xalets Quintana